# Kościół Pana Jezusa Dobrego Pasterza w Krakowie
Kościół Pana Jezusa Dobrego Pasterza – kościół rzymskokatolicki znajdujący się w Krakowie, w dzielnicy III Prądnik Czerwony przy ul. Dobrego Pasterza 4. Został wybudowany w latach 1971–1974 jako pomnik pomordowanym krakowianom w niemieckich więzieniach i obozach koncentracyjnych. 
kościół parafialny parafii Dobrego Pasterza należącej do dekanatu 6 – Kraków Prądnik.

## Wygląd i otoczenie
Jest to trzynawowa budowla z o konstrukcji żelbetowej. Ma przeszkloną wschodnią ścianę, nakryty jest dachem pulpitowym, z wieżą nad częścią południową. 
W krypcie pod kościołem znajduje się Kaplica Męczeństwa z urnami z ziemią z miejsc martyrologii i tablicami pamiątkowymi. 
Obok kościoła znajdują się rzeźby Dobrego Pasterza, dzieło Kazimierza Malskiego z 1986 roku oraz Matki Bożej z Lourdes w stylizowanej grocie z 1934 roku. 
Od strony ul. 29 Listopada znajduje się pomnik Jana Pawła II wykonany przez Stefana Kowalówkę w 1998 roku.

## Historia
Kościół został zbudowany w miejscu drewnianej świątyni, która w 1966 roku zaczęła grozić zawaleniem. Ściany wzmocniono konstrukcją ciesielską, ale świątynie ostatecznie rozebrano w 1971 roku. Po dawnym kościele pozostawiono dzwonnicę, która jednak spłonęła w 1993 roku. Nowy kościół wybudowano w latach 1971–1974 według projektu Wojciecha Marii Pietrzyka.

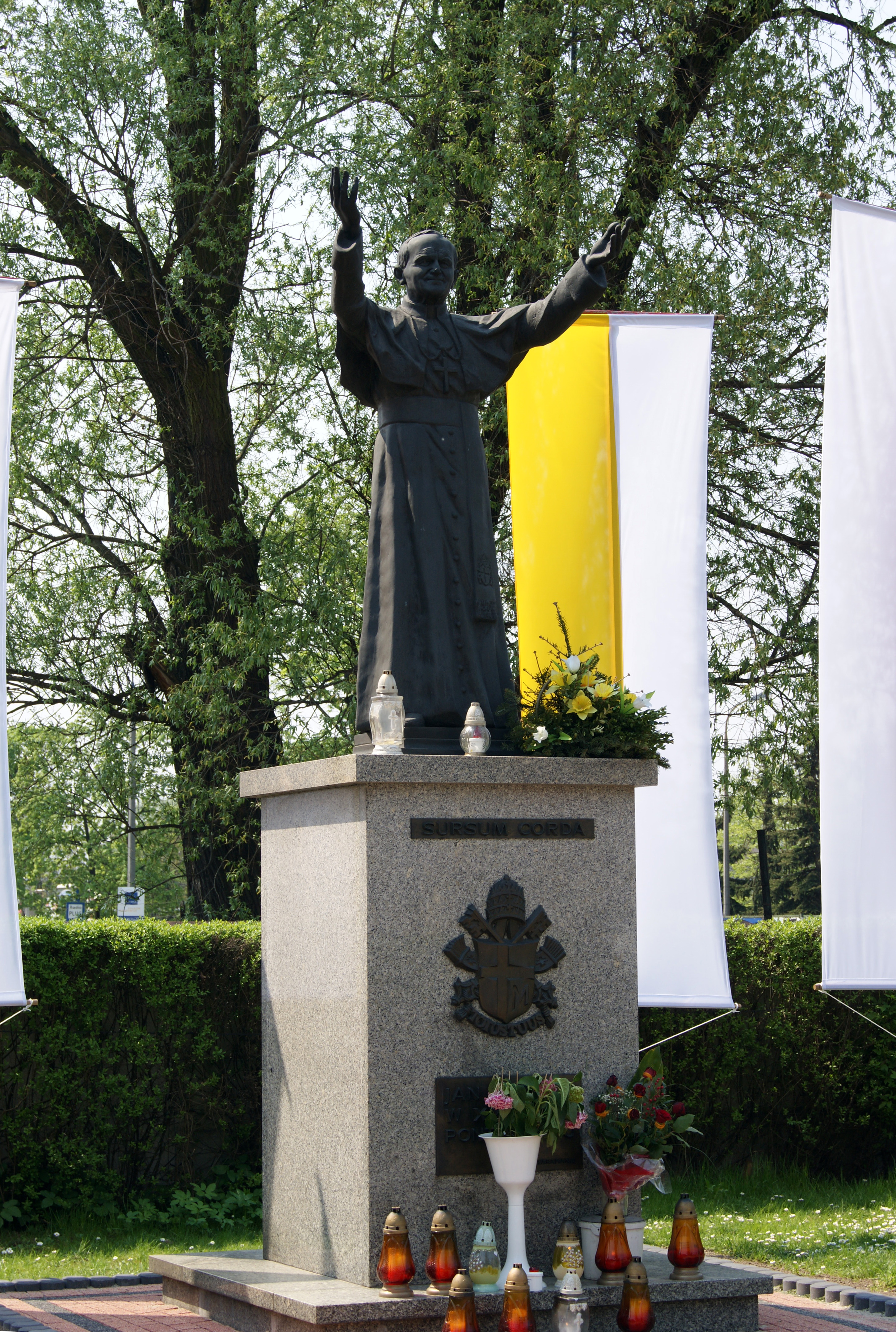
Pomnik Jana Pawła II
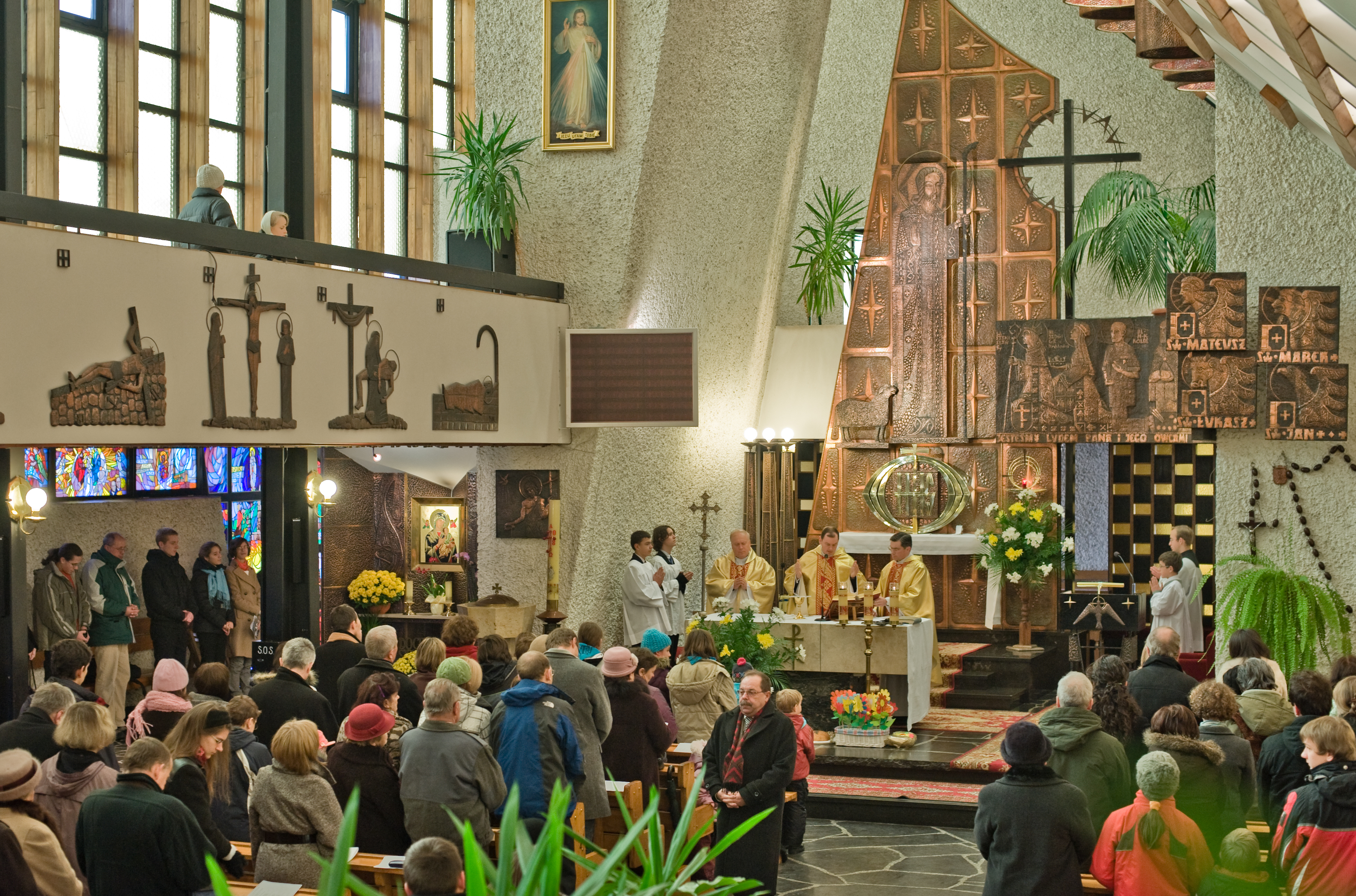
Ołtarz główny wg proj. prof. Jana Budziło
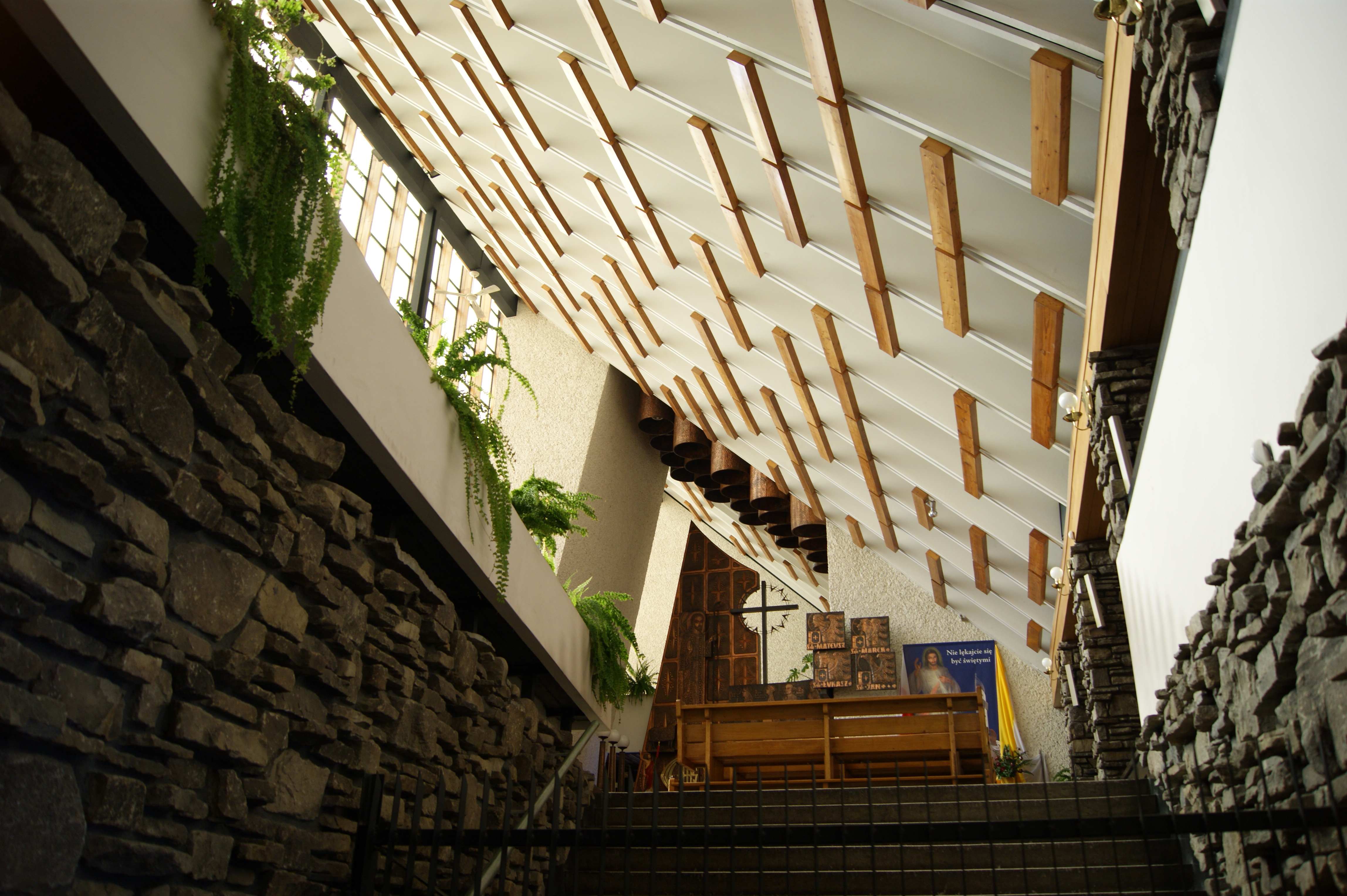
Wnętrze kościoła